# Malcolm Nokes
Malcolm Cuthbert Nokes (ur. 20 maja 1897 w Edmonton w Londynie, zm. 22 listopada 1986 w Alton) – brytyjski lekkoatleta (młociarz), medalista olimpijski z 1924.
Zdobył brązowy medal w rzucie młotem na igrzyskach olimpijskich w 1924 w Paryżu, za Amerykanami Fredem Tootellem i Mattem McGrathem. Na kolejnych igrzyskach olimpijskich w 1928 w Amsterdamie nie zakwalifikował się do finału.
Zwyciężył w tej konkurencji na pierwszych Igrzyskach Imperium Brytyjskiego w 1930 w Hamilton, a w rzucie dyskiem zajął 5. miejsce. Ponownie zwyciężył w rzucie młotem na Igrzyskach Imperium Brytyjskiego w 1934 w Londynie.
Był mistrzem Wielkiej Brytanii (AAA) w rzucie młotem w latach 1923–1926, wicemistrzem w 1921, 1922, 1927 i 1928 oraz brązowym medalistą w 1930.
Dwukrotnie ustanawiał rekord Wielkiej Brytanii w rzucie młotem do wyniku 52,76 m, uzyskanego 29 lipca 1923 w Paryżu. Był to również nieoficjalny rekord Europy.
Podczas I wojny światowej służył w Artylerii Królewskiej i otrzymał Military Cross. Ukończył Magdalen College na Uniwersytecie Oksfordzkim uzyskując dyplom z chemii. Wykładał ten przedmiot w Malvern College i w Harrow School, a następnie był pracownikiem badawczym w Instytucie Badań Energii Jądrowej w Harwell.